# Piemonte Football Club
Il Piemonte Football Club era una società calcistica di Torino. Partecipò a cinque campionati di Prima Categoria, la massima serie di allora, dal 1910 al 1914.

## Storia

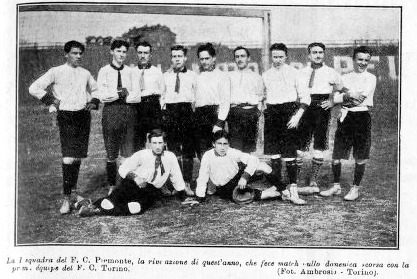
La rosa del Piemonte campione italiano di Seconda Categoria 1908

Fondata il 1º settembre 1907, partecipò al primo campionato ufficiale nel 1908, allorché iscrisse la propria prima squadra al campionato italiano di Seconda Categoria, il campionato riserve delle squadre di Prima Categoria, a cui potevano partecipare anche le prime squadre delle società minori. All'epoca la maglia era celeste con bavero e polsini granata e calzoncini neri. Il primo presidente fu Giuseppe Viale, il primo segretario fu Felice Berardo, mentre la prima commissione tecnica era costituita da Berardo, Peruzzi e Cappello, quest'ultimo capitano della prima squadra. La rosa nel dicembre 1907 era costituita da: Faroppa in porta; Peruzzi I e Capello in difesa; Berardo I, Bruno, Viale a centrocampo; Simonazzi, Berardo II, Fresia, Valobra e Moschino in attacco.
Nel 1908 prese parte al suo primo campionato ufficiale, iscrivendosi al campionato italiano di Seconda Categoria: superò le eliminatorie piemontesi eliminando la Juventus II (3-2 all'andata e 5-3 al ritorno) e fu ammessa quindi al girone di finale, insieme a Ausonia e Doria II. Terminò il girone al primo posto a pari punti con l'Ausonia, e si rese pertanto necessario uno spareggio da disputarsi a Torino, sul campo della squadra con la migliore differenza reti, ovvero il Piemonte. Vincendo 4-1 lo spareggio contro l'Ausonia il 17 maggio, il Piemonte vinse il campionato italiano di Seconda Categoria. L'ottimo piazzamento ottenuto l'anno prima nel campionato italiano di Seconda Categoria, le permise di iscrivere la prima squadra al campionato Italiano di Prima Categoria 1909, uno dei due tornei in cui era suddivisa la massima serie dell'epoca, ma successivamente non riconosciuto dalla FIGC; al torneo potevano prendere parte solo calciatori italiani.

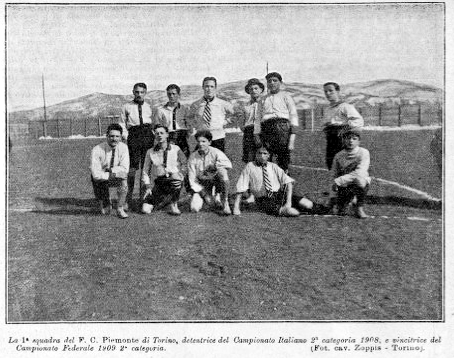
La rosa del Piemonte campione federale di Seconda Categoria 1909

Inserita nelle eliminatorie piemontesi, e più precisamente torinesi, giocò contro la Juventus: il 25 maggio 1909 si giocò l'incontro decisivo e, dopo aver fatto soffrire i bianconeri, il Piemonte capitolò all'85' allorché la Juventus segnò il gol della vittoria, decretando l'eliminazione dal torneo del Piemonte. La Juventus avrebbe poi vinto il campionato italiano e la Coppa Romolo Buni ad esso abbinata, ma non le fu poi assegnato lo scudetto a differenza della Pro Vercelli, vincitrice del campionato Federale di Prima Categoria 1909, torneo aperto anche agli stranieri. Per quanto riguarda il campionato federale disputatosi nel 1909, l'unico ritenuto a posteriori valido per lo scudetto, il Piemonte non iscrisse la prima squadra alla Prima Categoria, bensì di nuovo alla Seconda, nella quale ottenne risultati lodevoli: superate le eliminatorie piemontesi surclassando le riserve dei grandi club, nella fase finale vinse tutte le gare contro Milan e Genoa (quelle in trasferta sul campo, quelle in casa, le ultime due, per forfait delle avversarie), vincendo così il campionato federale di Seconda Categoria.
Tuttavia, nel maggio del 1909, vi furono alcune discusse decisioni della FIF che penalizzarono il Piemonte. La FIF dapprima squalificò per tre mesi il Piemonte per aver disputato delle amichevoli in Francia contro squadre francesi senza autorizzazione, vigendo il divieto di affrontarle a causa della squalifica delle squadre francesi per opera della FIFA, poi stabilì che il Piemonte non avesse vinto il campionato federale di Seconda Categoria ma solo il torneo settentrionale e gli impose di disputare il 13 giugno 1909 a Roma una finale contro il Naples, unica iscritta dell'Italia centromeridionale, per ratificare il titolo di "Campione Federale di Seconda Categoria".
Tra l'altro anche il segretario del Naples, tale Lan, protestò con la FIF, per non aver preavvisato la società partenopea della finale del 13 giugno contro il Piemonte, avendo egli appreso di questa finale solo leggendo La Stampa Sportiva, e facendole notare che, a causa della squalifica di tre mesi, il Piemonte era impossibilitato a disputare la gara. All'Assemblea federale del novembre 1909 fu risolta la questione, con la decisione da parte della FIGC di assegnare definitivamente il titolo al Piemonte. Dopo aver rinunciato ad iscriversi alla Prima Categoria per la stagione 1909-1910, nonostante ne avesse il diritto e ne fosse sollecitata dagli organi federali, decise di prendere di nuovo parte alla Seconda Categoria. Anche a causa di alcune discusse decisioni disciplinari della FIGC ai danni dei piemontini, il Piemonte non riuscì però a superare le eliminatorie piemontesi.

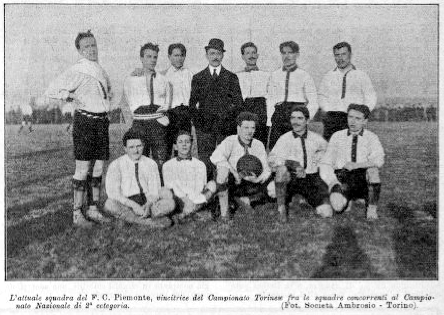
La rosa del Piemonte nella stagione 1909-1910.

Sconfitte le riserve della Juventus per 3-1 nella prima partita del girone eliminatorio torinese, il successivo ritiro delle riserve del Torino sembrò decretare il passaggio del turno del Piemonte, sennonché la FIGC, preso atto del ritiro del Torino, decretò la trasformazione del girone da semplice a doppio, imponendo una partita di ritorno Juventus-Piemonte inizialmente non prevista. Tale partita, vinta dalla Juventus per 4-2, fu assai contestata dalla dirigenza piemontina, che accusarono l'arbitro dell'incontro, Crivelli dell'Ausonia, di aver favorito la vittoria bianconera, non rilevando numerosi fuorigioco ed espellendo in un sol colpo ben tre giocatori piemontini per proteste, costringendo il Piemonte a giocare in otto contro undici. I tre giocatori piemontini espulsi ricevettero una pesante squalifica di quattro mesi, privando la squadra di elementi importanti. A causa della parità in punti e in differenza reti tra le due squadre, si dovette disputare una partita di spareggio in campo neutro, vinta alla fine dal Piemonte per 1-0, che vinse così le eliminatorie torinesi e si qualificò alla finale delle eliminatorie piemontesi contro le riserve della Pro Vercelli.

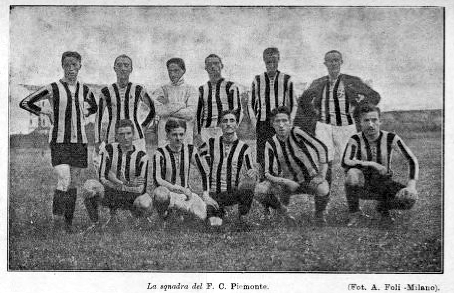
La rosa del Piemonte nella stagione 1910-1911.

Privati dei tre giocatori squalificati per quattro mesi, i piemontesi persero in casa per 3-1 la gara di andata a Torino, rinunciando poi a disputare la partita di ritorno a Vercelli e venendo così eliminati dal torneo. Nella stagione 1910-1911 si iscrisse finalmente al campionato di Prima Categoria. Inserito nella sezione ligure-piemontese-lombarda a 9 squadre, di fatto il campionato principale vista la debolezza delle compagini venete ed emiliane nell'altro girone, concluse il campionato al settimo posto. Disastroso fu invece il campionato successivo, chiuso al 10º e ultimo posto nel girone; l'unica soddisfazione fu fermare sul pari il Milan nella gara di andata, impedendogli di vincere il campionato: il girone fu infatti vinto dalla Pro Vercelli proprio con un punto di vantaggio sul Milan.
A partire dalla stagione 1912-1913, il girone unico ligure-lombardo-piemontese a 10 squadre fu spezzato in due gironi da sei: le prime due si sarebbero qualificate alle Finali Nord Italia mentre l'ultima sarebbe retrocessa; il Piemonte non solo riuscì ad ottenere la salvezza, mantenendo un discreto vantaggio sul Novara penultimo e sulla Juventus ultima e retrocessa (ma ripescata perché tutte le retrocessioni furono annullate), ma rischiò addirittura di qualificarsi alle finali, contendendo il secondo posto nel girone a Casale e Torino; fatale per la mancata qualificazione fu un inaspettato tracollo 7-1 contro il Novara alla fine penultimo; i piemontini provarono a tornare in corsa battendo per 3-1 il Casale nello scontro diretto alla terzultima giornata e raggiungendolo al secondo posto in classifica, ma nella giornata successiva il Piemonte crollò 7-1 in casa contro la Pro mentre il Casale ipotecava la qualificazione battendo nell'altro scontro diretto il Torino; all'ultima giornata ai casalesi bastò un pareggio per 0-0 con il Novara per assicurarsi la qualificazione, mentre il Piemonte perse addirittura 11-1 lo scontro diretto contro il Torino facendosi scavalcare in classifica anche dai torinisti e chiudendo il girone al quarto posto a quota 10 punti, solo 3 punti in meno del Casale secondo e qualificato.
I due campionati successivi furono anonimi con un 8º posto (su 10 squadre) nel girone ligure-piemontese 1913-1914 e un 5º posto (su 6 squadre) nel girone B della Prima Categoria 1914-1915. Nel frattempo, a partire dal 1910-1911, il Piemonte aveva cambiato colori sociali, adottando le strisce granata-celesti al posto del celeste semplice adottato nei primi anni di attività. Il campionato 1914-1915 fu però l'ultimo disputato dal club piemontese. Il 28 novembre 1914, in una riunione tra tutti i soci convocata dal presidente Lombardi, dopo una lettura della relazione morale e finanziaria della gestione del club rammentando le questioni federali ancora da risolversi e la situazione critica della cassa federale, si prese la decisione di sciogliere la società. La società doveva ancora disputare due partite del girone eliminatorio, contro Valenzana e Torino, a cui diede forfait essendosi già sciolta.
La società fu rifondata nel maggio 1916. Il nuovo Piemonte, dopo un anno di inattività nella prima stagione postbellica, disputò il campionato piemontese di Promozione nella stagione 1920-1921 chiudendo al terzo posto nel girone A prima di essere assorbito nell'estate 1921 dall'Amatori Torino, rinominata Piemonte Amatori.

## Palmarès
Seconda Categoria
- Campione d'Italia: 1 (1908)
- Campione FIF: 1 (1909)